# Baran (distrikt)
Baran är ett distrikt i den indiska delstaten Rajasthan. Den administrativa huvudorten är staden Baran. Distriktets befolkning uppgick till 1 021 653 invånare vid folkräkningen 2001, på en yta av 6 992 kvadratkilometer.

## Administrativ indelning
Distriktet är indelat i åtta tehsil, en kommunliknande administrativ enhet:
- Antah
- Atru
- Baran
- Chhabra
- Chhipabarod
- Kishanganj
- Mangrol
- Shahbad

## Urbanisering
Distriktets urbaniseringsgrad uppgick till 16,84 % vid folkräkningen 2001. Den största staden är huvudorten Baran. Ytterligare fem samhällen har urban status:
- Antah, Chhabra, Chhipabarod, Kherliganj, Mangrol